# Nong Sung (huyện)
Nong Sung (tiếng Thái: หนองสูง) là một huyện (amphoe) của tỉnh Mukdahan, đông bắc Thái Lan.

## Địa lý
Các huyện giáp ranh (từ phía bắc theo chiều kim đồng hồ) là Khamcha-i, Mueang Mukdahan và Nikhom Kham Soi của tỉnh Mukdahan, Loeng Nok Tha của tỉnh Yasothon, Nong Phok của tỉnh Roi Et, và Kuchinarai của tỉnh Kalasin.

## Lịch sử
Tiểu huyện (King Amphoe) được thành lập Ngày 1 tháng 3 năm 1985, khi 5 tambon được tách khỏi huyện Khamcha-i. Tiểu huyện này đã được nâng cấp thành huyện ngày 3 tháng 11 năm 1993.

## Hành chính
Huyện này được chia thành 6 phó huyện (tambon), các đơn vị này lại được chia ra thành 44 làng (muban). Không có khu vực đô thị (thesaban), có 5 Tổ chức hành chính tambon.
| STT | Tên            | Tên tiếng Thái | Số làng | Dân số |  |
| --- | -------------- | -------------- | ------- | ------ |  |
| 1.  | Nong Sung      | หนองสูง         | 5       | 1.795  |  |
| 2.  | Non Yang       | โนนยาง         | 10      | 5.900  |  |
| 3.  | Phu Wong       | ภูวง            | 7       | 2.639  |  |
| 4.  | Ban Pao        | บ้านเป้า         | 6       | 3.723  |  |
| 5.  | Nong Sung Tai  | หนองสูงใต้       | 8       | 3.956  |  |
| 6.  | Nong Sung Nuea | หนองสูงเหนือ     | 8       | 2.861  |  |